# Championnat du monde féminin de handball 1990
Navigation
Pays-Bas 1986 Norvège 1993
Le Championnat du monde féminin de handball 1990 est la 10e édition du Championnat du monde de handball qui a lieu du 24 novembre au 4 décembre 1990 pour la première fois hors d'Europe, en Corée du Sud. Seize équipes participent à cette épreuve.
Dernier championnat du monde du temps de la guerre froide, deux Allemagnes sont encore présentes lors de la compétition bien que la Réunification allemande ait eu lieu deux mois plus tôt. Et c'est d'ailleurs l'ex-RDA qui s'impose 25 à 19 face à l'ex-RFA lors d'une petite finale à forte portée symbolique. La finale a été remportée par l'Union soviétique qui conserve son titre aux dépens de la Yougoslavie 24 à 22. En revanche, la Corée du Sud, pays hôte et champion olympique 1988, rate sa compétition en ne terminant qu'à la 11e place.

## Qualifications
Seize équipes sont qualifiées pour la compétition :
| Équipe               | Motif de qualification                     |
| -------------------- | ------------------------------------------ |
| Corée du Sud         | Pays hôte et champion olympique 1988       |
| Norvège              | 2e des Jeux olympiques 1988                |
| Union soviétique     | 3e des Jeux olympiques 1988                |
| Yougoslavie          | 4e des Jeux olympiques 1988                |
| Allemagne de l'Ouest | Vainqueur du Championnat du monde B 1989   |
| Suède                | 2e du Championnat du monde B 1989          |
| Allemagne de l'Est   | 3e du Championnat du monde B 1989          |
| Roumanie             | 4e du Championnat du monde B 1989          |
| Autriche             | 5e du Championnat du monde B 1989          |
| Pologne              | 6e du Championnat du monde B 1989          |
| Danemark             | 7e du Championnat du monde B 1989          |
| Bulgarie             | 8e du Championnat du monde B 1989          |
| France               | 9e du Championnat du monde B 1989          |
| Chine                | 2e du Championnat d'Asie 1989              |
| Angola               | Vainqueur du Championnat d'Afrique 1989    |
| Canada               | Vainqueur du Championnat panaméricain 1989 |

Parmi les absents, la Tchécoslovaquie, vice-championne du monde en titre, a été battue par la France au championnat du monde B 1989 à l’issue des tirs au but, les deux équipes n’ayant pu se départager à l’issue de deux prolongations (20-20, 23-23, 25-25).
Remarque : bien que la compétition se déroule après la Réunification allemande, les deux équipes d'Allemagne (ex-RFA et ex-RDA) participent à la compétition.

## Tour préliminaire
Les trois premières équipes de chaque groupe sont qualifiées pour le tour principal, l'équipe classée quatrième est éliminée.
Légende
- Qualifié pour le tour final
- Reversé dans la poule de classement 13-16

### Groupe A
|   | Équipe             | Pts | J | G | N | P | Bp | Bc | Diff |
| - | ------------------ | --- | - | - | - | - | -- | -- | ---- |
| 1 | Yougoslavie        | 6   | 3 | 3 | 0 | 0 | 63 | 54 | 9    |
| 2 | Allemagne (ex-RFA) | 4   | 3 | 2 | 0 | 1 | 56 | 51 | 5    |
| 3 | Pologne            | 2   | 3 | 1 | 0 | 2 | 65 | 59 | 6    |
| 4 | France             | 0   | 3 | 0 | 0 | 3 | 49 | 69 | -20  |

| Équipe 1           | Score   | Équipe 2           |
| ------------------ | ------- | ------------------ |
| Allemagne (ex-RFA) | 17 – 12 | France             |
| Yougoslavie        | 19 – 18 | Pologne            |
| Yougoslavie        | 23 – 18 | France             |
| Allemagne (ex-RFA) | 21 – 18 | Pologne            |
| Yougoslavie        | 21 – 18 | Allemagne (ex-RFA) |
| Pologne            | 29 – 19 | France             |

### Groupe B
|   | Équipe       | Pts | J | G | N | P | Bp | Bc | Diff |
| - | ------------ | --- | - | - | - | - | -- | -- | ---- |
| 1 | Chine        | 6   | 3 | 3 | 0 | 0 | 67 | 58 | 9    |
| 2 | Autriche     | 3   | 3 | 1 | 1 | 1 | 61 | 61 | 0    |
| 3 | Corée du Sud | 2   | 3 | 1 | 0 | 0 | 74 | 72 | 2    |
| 4 | Suède        | 1   | 3 | 0 | 1 | 2 | 61 | 72 | -11  |

| Équipe 1     | Score   | Équipe 2     |
| ------------ | ------- | ------------ |
| Autriche     | 19 – 18 | Corée du Sud |
| Chine        | 17 – 15 | Suède        |
| Chine        | 28 – 22 | Corée du Sud |
| Autriche     | 21 – 21 | Suède        |
| Corée du Sud | 34 – 25 | Suède        |
| Chine        | 22 – 21 | Autriche     |

### Groupe C
|   | Équipe             | Pts | J | G | N | P | Bp | Bc | Diff |
| - | ------------------ | --- | - | - | - | - | -- | -- | ---- |
| 1 | Union soviétique   | 6   | 3 | 3 | 0 | 0 | 70 | 52 | 18   |
| 2 | Allemagne (ex-RDA) | 4   | 3 | 2 | 0 | 1 | 71 | 56 | 15   |
| 3 | Danemark           | 2   | 3 | 1 | 0 | 2 | 58 | 51 | 7    |
| 4 | Angola             | 0   | 3 | 0 | 0 | 3 | 38 | 78 | -40  |

| Équipe 1           | Score   | Équipe 2           |
| ------------------ | ------- | ------------------ |
| Allemagne (ex-RDA) | 28 – 16 | Angola             |
| Union soviétique   | 21 – 17 | Danemark           |
| Union soviétique   | 28 – 15 | Angola             |
| Allemagne (ex-RDA) | 23 – 19 | Danemark           |
| Union soviétique   | 21 – 20 | Allemagne (ex-RDA) |
| Danemark           | 22 – 7  | Angola             |

### Groupe D
|   | Équipe   | Pts | J | G | N | P | Bp | Bc | Diff |
| - | -------- | --- | - | - | - | - | -- | -- | ---- |
| 1 | Norvège  | 6   | 3 | 3 | 0 | 0 | 62 | 52 | 10   |
| 2 | Roumanie | 4   | 3 | 2 | 0 | 1 | 64 | 49 | 15   |
| 3 | Bulgarie | 2   | 3 | 1 | 0 | 2 | 68 | 60 | 8    |
| 4 | Canada   | 0   | 3 | 0 | 0 | 3 | 61 | 94 | -33  |

| Équipe 1 | Score   | Équipe 2 |
| -------- | ------- | -------- |
| Norvège  | 22 – 18 | Bulgarie |
| Roumanie | 34 – 19 | Canada   |
| Norvège  | 27 – 22 | Canada   |
| Roumanie | 18 – 17 | Bulgarie |
| Bulgarie | 32 – 20 | Canada   |
| Norvège  | 13 – 12 | Roumanie |

## Tour principal

### Modalités
Les résultats du tour préliminaire opposant deux équipes d'un même groupe sont conservés. À l'issue du tour principal, les équipes placées au même rang dans chacun des deux groupes s'affrontent pour déterminer le classement final.

### Groupe I
|   | Équipe             | Pts | J | G | N | P | Bp  | Bc  | Diff |
| - | ------------------ | --- | - | - | - | - | --- | --- | ---- |
| 1 | Yougoslavie        | 8   | 5 | 4 | 0 | 1 | 124 | 102 | 22   |
| 2 | Allemagne (ex-RFA) | 6   | 5 | 3 | 0 | 2 | 109 | 100 | 9    |
| 3 | Autriche           | 6   | 5 | 3 | 0 | 2 | 101 | 111 | -10  |
| 4 | Chine              | 6   | 5 | 3 | 0 | 2 | 108 | 119 | -11  |
| 5 | Pologne            | 4   | 5 | 2 | 0 | 3 | 117 | 103 | 14   |
| 6 | Corée du Sud       | 0   | 5 | 0 | 0 | 5 | 111 | 135 | -24  |

| Équipe 1           | Score   | Équipe 2           |
| ------------------ | ------- | ------------------ |
| Yougoslavie        | 28 – 24 | Corée du Sud       |
| Autriche           | 24 – 20 | Allemagne (ex-RFA) |
| Pologne            | 31 – 17 | Chine              |
| Pologne            | 29 – 24 | Corée du Sud       |
| Allemagne (ex-RFA) | 19 – 14 | Chine              |
| Yougoslavie        | 30 – 15 | Autriche           |
| Autriche           | 22 – 21 | Pologne            |
| Allemagne (ex-RFA) | 31 – 23 | Corée du Sud       |
| Chine              | 27 – 26 | Yougoslavie        |

### Groupe II
|   | Équipe             | Pts | J | G | N | P | Bp  | Bc  | Diff |
| - | ------------------ | --- | - | - | - | - | --- | --- | ---- |
| 1 | Union soviétique   | 10  | 5 | 5 | 0 | 0 | 126 | 106 | 20   |
| 2 | Allemagne (ex-RDA) | 7   | 5 | 3 | 1 | 1 | 111 | 90  | 21   |
| 3 | Norvège            | 6   | 5 | 3 | 0 | 2 | 89  | 90  | -1   |
| 4 | Roumanie           | 3   | 5 | 1 | 1 | 3 | 90  | 100 | -10  |
| 5 | Danemark           | 2   | 5 | 1 | 0 | 4 | 97  | 103 | -6   |
| 6 | Bulgarie           | 2   | 5 | 1 | 0 | 4 | 99  | 123 | -24  |

| Équipe 1           | Score   | Équipe 2 |
| ------------------ | ------- | -------- |
| Union soviétique   | 33 – 23 | Bulgarie |
| Allemagne (ex-RDA) | 15 – 15 | Roumanie |
| Norvège            | 20 – 16 | Danemark |
| Bulgarie           | 20 – 19 | Danemark |
| Allemagne (ex-RDA) | 22 – 14 | Norvège  |
| Union soviétique   | 29 – 26 | Roumanie |
| Allemagne (ex-RDA) | 31 – 21 | Bulgarie |
| Danemark           | 26 – 19 | Roumanie |
| Union soviétique   | 22 – 20 | Norvège  |

### Poule de classement 13-16
|    | Équipe | Pts | J | G | N | P | Bp | Bc | Diff |
| -- | ------ | --- | - | - | - | - | -- | -- | ---- |
| 13 | Suède  | 6   | 3 | 3 | 0 | 0 | 70 | 46 | 24   |
| 14 | France | 4   | 3 | 2 | 0 | 1 | 64 | 62 | 2    |
| 15 | Canada | 2   | 3 | 1 | 0 | 2 | 62 | 66 | -4   |
| 16 | Angola | 0   | 3 | 0 | 0 | 3 | 55 | 77 | -22  |

| Équipe 1 | Score   | Équipe 2 |
| -------- | ------- | -------- |
| Suède    | 21 – 16 | Canada   |
| France   | 24 – 20 | Angola   |
| Suède    | 28 – 14 | Angola   |
| France   | 24 – 21 | Canada   |
| Suède    | 21 – 16 | France   |
| Canada   | 25 – 21 | Angola   |

## Match de classement et finales
La finale a été remportée par l'Union soviétique qui conserve son titre aux dépens de la Yougoslavie 24 à 22 :
| 4 décembre 1990 ..h.. | Union soviétique    | 24 – 22        | Yougoslavie          | Séoul Affluence : 2 000 Arbitrage : Christensen, Jørgensen |
| 4 décembre 1990 ..h.. | Svetlana Vidrina 10 | (14-9)         | Bulatović et Kitić 6 | Séoul Affluence : 2 000 Arbitrage : Christensen, Jørgensen |
| 4 décembre 1990 ..h.. | ×3                  | Frauenhandball | ×6                   | Séoul Affluence : 2 000 Arbitrage : Christensen, Jørgensen |

- Union soviétique : Svetlana Bogdanova (GB), Svetlana Rozintseva (GB) ; Galina Onoprienko (1, ), Marina Bazanova (2, ), Natalia Morskova (7), Lioudmila Goudz, Svetlana Priakhina(2), Aušrelė Žukienė, Elena Nemachkalo (en) (2), Galina Tian, Svetlana Vidrina (10 dont 7 pen.), Vera Kholodnaïa.
- Yougoslavie : Dragica Đurić (GB, 1re mi-temps), Katica Lješković (GB, 2e mi-temps) ; Maja Bulatović (6, ), Dragana Pešić (5 dont 1 pen.), Nataša Kolega (en), Svetlana Kitić  (6 dont 2 pen., ), Tatjana Polajnar (), Stana Vuković (), Olga Sekulić, Stanica Gole (2), Svetlana Mugoša (3, ), Vesna Tomajek.

Dans match pour la 3e place à forte portée symbolique, l'ex-RDA qui s'impose 25 à 19 face à l'ex-RFA :
| 4 décembre 1990 ..h.. | Allemagne (ex-RDA)   | 25 – 19        | Allemagne (ex-RFA) | Séoul Affluence : 3 500 Arbitrage : Gallego, Lamas Pérez |
| 4 décembre 1990 ..h.. | Mietzner et Nindel 6 | (12-7)         | Elena Leonte 5     | Séoul Affluence : 3 500 Arbitrage : Gallego, Lamas Pérez |
| 4 décembre 1990 ..h.. | ×0                   | Frauenhandball | ×2                 | Séoul Affluence : 3 500 Arbitrage : Gallego, Lamas Pérez |

- Allemagne (ex-RDA) : Andrea Stolletz (GB, tout le match), Manuela Kelm (GB, non entrée) ; Josefine Grosse (5), Karen Heinrich, Katrin Mietzner (6), Kathrin Lietz (2), Angela Werner (1), Kerstin Nindel (6 dont 5 pen.), Carola Ciszewski, Kerstin Knüpfer (alias Mühlner) (2), Gabriele Palme (2), Anja Krüger (1).
- Allemagne (ex-RFA) : Astrid Seiffert (GB, tout le match), Sigrid Schiess (GB, non entrée) ; Dagmar Stelberg (4), Katja Kittler (1), Heike Deininger (1), Elena Leonte (5), Silvia Schmitt (2 dont 2 pen.), Michaela Erler (2, ), Sylvia Leis, Klara Orban (3), Michaela Baumgartl (1), Silvia Lang.

Les deux Allemagne étant vouées à évoluer sous une bannière réunifiée, le match pour la 5e place devient qualificative pour les Jeux olympiques de 1992. Ce match décisif est remporté par l'Autriche, renforcée par de nombreuses joueuses naturalisée, face à la Norvège.
| 4 décembre 1990 ..h.. | Autriche             | 23 – 19                    | Norvège         | Séoul Affluence : 3 500 Arbitrage : ? |
| 4 décembre 1990 ..h.. | Jasna Kolar-Merdan 9 | (16-9)                     | Trine Haltvik 5 | Séoul Affluence : 3 500 Arbitrage : ? |
| 4 décembre 1990 ..h.. | ×5                   | Frauenhandball handball.no | ×4              | Séoul Affluence : 3 500 Arbitrage : ? |

- Autriche : Vesna Radović (en) (1re-10e), Mariann Rácz (11e-60e) – Jasna Kolar-Merdan (9 dont 4 pen.), Stanka Božović (4 dont 1 pen.), Jadranka Jecz (Požgajčić) (3), Susanne Unger (en) (2), Mariann Gódor (Nagy) (2), Teresa Żurowski (de) (2), Kerstin Jönßon (de) (1), Karin Prokop (de), Nicole Peißl.
- Norvège : Annette Skotvoll, Kjerstin Andersen – Cathrine Svendsen (1, ), Tonje Sagstuen (2), Hanne Hegh, Susann Goksør (2, ), Hanne Hogness (4, ), Kjersti Grini (1), Trine Haltvik (5), Karin Pettersen (3), Marte Eliasson (1, ), Kristin Cecilie Karlsen.

Les autres matchs classement se sont aussi déroulés le 4 décembre 1990 :
| Match                   | Équipe 1     | Score           | Équipe 2 |
| ----------------------- | ------------ | --------------- | -------- |
| Match pour la 7e place  | Roumanie     | 25 – 19 (13-10) | Chine    |
| Match pour la 9e place  | Pologne      | 27 – 26 (12-19) | Danemark |
| Match pour la 11e place | Corée du Sud | 36 – 23 (16-14) | Bulgarie |

## Classement final
Le classement final du championnat du monde 1990 est , :
| \| \| Équipe \| Pts \| J \| G \| N \| P \| Bp \| Bc \| Diff \| \| ------------------------- \| ------------------ \| --- \| - \| - \| - \| - \| --- \| --- \| ---- \| \| Médaille d'or, monde \| Union soviétique \| - \| 7 \| 7 \| 0 \| 0 \| 178 \| 143 \| 35 \| \| Médaille d'argent, monde \| Yougoslavie \| - \| 7 \| 5 \| 0 \| 2 \| 169 \| 144 \| 25 \| \| Médaille de bronze, monde \| Allemagne (ex-RDA) \| - \| 7 \| 5 \| 1 \| 1 \| 164 \| 125 \| 39 \| \| 4 \| Allemagne (ex-RFA) \| - \| 7 \| 4 \| 0 \| 3 \| 145 \| 137 \| 8 \| \| 5 \| Autriche \| - \| 7 \| 4 \| 1 \| 2 \| 145 \| 151 \| -6 \| \| 6 \| Norvège \| - \| 7 \| 4 \| 0 \| 3 \| 135 \| 135 \| 0 \| \| 7 \| Roumanie \| - \| 7 \| 3 \| 1 \| 3 \| 149 \| 138 \| 11 \| \| 8 \| Chine \| - \| 7 \| 4 \| 0 \| 3 \| 144 \| 159 \| -15 \| \| 9 \| Pologne \| - \| 7 \| 4 \| 0 \| 3 \| 173 \| 148 \| 25 \| \| 10 \| Danemark \| - \| 7 \| 2 \| 0 \| 5 \| 145 \| 137 \| 8 \| \| 11 \| Corée du Sud \| - \| 7 \| 2 \| 0 \| 5 \| 181 \| 183 \| -2 \| \| 12 \| Bulgarie \| - \| 7 \| 2 \| 0 \| 5 \| 154 \| 179 \| -25 \| \| 13 \| Suède \| - \| 6 \| 3 \| 1 \| 2 \| 131 \| 118 \| 13 \| \| 14 \| France \| - \| 6 \| 2 \| 0 \| 4 \| 113 \| 131 \| -18 \| \| 15 \| Canada \| - \| 6 \| 1 \| 0 \| 5 \| 123 \| 159 \| -36 \| \| 16 \| Angola \| - \| 6 \| 0 \| 0 \| 6 \| 93 \| 155 \| -62 \| | - Champion - Finaliste - Médaille de bronze - Qualifié pour les Jeux olympiques de 1992. - Relégué au Championnat du monde B 1992. |     |   |   |   |   |     |     |      |
| | Équipe | Pts | J | G | N | P | Bp  | Bc  | Diff |
| Médaille d'or, monde | Union soviétique | -   | 7 | 7 | 0 | 0 | 178 | 143 | 35   |
| Médaille d'argent, monde | Yougoslavie | -   | 7 | 5 | 0 | 2 | 169 | 144 | 25   |
| Médaille de bronze, monde | Allemagne (ex-RDA) | -   | 7 | 5 | 1 | 1 | 164 | 125 | 39   |
| 4 | Allemagne (ex-RFA) | -   | 7 | 4 | 0 | 3 | 145 | 137 | 8    |
| 5 | Autriche | -   | 7 | 4 | 1 | 2 | 145 | 151 | -6   |
| 6 | Norvège | -   | 7 | 4 | 0 | 3 | 135 | 135 | 0    |
| 7 | Roumanie | -   | 7 | 3 | 1 | 3 | 149 | 138 | 11   |
| 8 | Chine | -   | 7 | 4 | 0 | 3 | 144 | 159 | -15  |
| 9 | Pologne | -   | 7 | 4 | 0 | 3 | 173 | 148 | 25   |
| 10 | Danemark | -   | 7 | 2 | 0 | 5 | 145 | 137 | 8    |
| 11 | Corée du Sud | -   | 7 | 2 | 0 | 5 | 181 | 183 | -2   |
| 12 | Bulgarie | -   | 7 | 2 | 0 | 5 | 154 | 179 | -25  |
| 13 | Suède | -   | 6 | 3 | 1 | 2 | 131 | 118 | 13   |
| 14 | France | -   | 6 | 2 | 0 | 4 | 113 | 131 | -18  |
| 15 | Canada | -   | 6 | 1 | 0 | 5 | 123 | 159 | -36  |
| 16 | Angola | -   | 6 | 0 | 0 | 6 | 93  | 155 | -62  |

Les quatre premières équipes sont qualifiées pour les Jeux olympiques de 1992. Toutefois, les deux Allemagne étant vouées à évoluer sous une bannière réunifiée, la 5e place de l'Autriche devient qualificative. Puis d'importants évènements géopolitiques ont lieu entre les deux compétitions et ainsi, l'Union soviétique (1re) est remplacée par l'équipe unifiée et la Yougoslavie (2e), en guerre, ne peut participer du fait des sanctions internationales de l'ONU et est remplacée par la Norvège (6e).
En revanche, trois dernières équipes européennes que sont la Bulgarie, la Suède et la France sont reléguées au Championnat du monde B 1992.

## Statistiques et récompenses

### Équipe-type
Il n'y aurait pas eu d'équipe-type, bien que la Yougoslave Svetlana Mugoša-Antić ait été évoquée comme meilleure pivot, la Soviétique Elena Nemachkalo comme meilleure ailière gauche, et la Polonaise Bożena Karkut (pl) comme meilleure ailière droite[réf. nécessaire].

### Statistiques individuelles
Les meilleures buteuses sont :
| Rang | Joueuse                | Équipe             | Buts | Champs | 7m | MJ | Moy. |
| ---- | ---------------------- | ------------------ | ---- | ------ | -- | -- | ---- |
| 1    | Bożena Karkut (pl)     | Pologne            | 50   | 29     | 21 | 7  | 7,1  |
| 1    | Svetlana Vydrina       | Union soviétique   | 50   | 20     | 30 | 7  | 7,1  |
| 3    | Shi Wei (en)           | Chine              | 48   | 29     | 19 | 7  | 6,9  |
| 4    | Mia Hermansson-Högdahl | Suède              | 45   | 24     | 21 | 7  | 6,4  |
| 5    | Kim Mi-sook            | Corée du Sud       | 45   | 18     | 27 | 7  | 6,4  |
| 6    | Svetlana Kitić         | Yougoslavie        | 42   | 26     | 16 | 7  | 6,0  |
| 7    | Natalia Morskova       | Union soviétique   | 41   | 37     | 4  | 7  | 5,9  |
| 8    | Jasna Merdan-Kolar     | Autriche           | 41   | 13     | 28 | 7  | 5,9  |
| 9    | Lim Mi-kyung           | Corée du Sud       | 39   | 31     | 8  | 7  | 5,6  |
| 10   | Kerstin Nindel         | Allemagne (ex-RDA) | 38   | 8      | 30 | 7  | 5,4  |
| 11   | Velitza Atanasova      | Bulgarie           | 36   | 15     | 21 | 7  | 5,1  |
| 12   | Alicja Klonowska       | Pologne            | 35   | 35     | 0  | 7  | 5,0  |
| 13   | Tzvetlina Mliamova     | Bulgarie           | 35   | 34     | 1  | 7  | 5,0  |
| 14   | Ingelise Mortensen     | Danemark           | 35   | 19     | 16 | 7  | 5,0  |
| 15   | Dragana Pešić          | Yougoslavie        | 33   | 19     | 14 | 7  | 4,7  |
| 16   | Dagmar Stelberg        | Allemagne (ex-RFA) | 32   | 32     | 0  | 7  | 4,6  |
| 17   | Elena Leonte           | Allemagne (ex-RFA) | 31   | 21     | 10 | 7  | 4,4  |
| 18   | Stanka Božović         | Autriche           | 30   | 28     | 2  | 7  | 4,3  |
| 19   | Chao Zhai              | Chine              | 30   | 23     | 7  | 7  | 4,3  |
| 20   | Christelle Marchand    | France             | 29   | 17     | 12 | 6  | 4,8  |

## Effectif des équipes sur le podium
Remarque : les statistiques indiquées sont celles au cours de la compétition.

### Champion du monde: URSS
L'effectif de l'URSS, championne du monde, est,, :
- Svetlana Vydrina (ARD, 7 matchs, 50 buts)
- Natalia Morskova (ARG, 7 matchs, 41 buts)
- Elena Nemachkalo (en) (ALG, 7 matchs, 16 buts)
- Svetlana Priakhina (P, 7 matchs, 14 buts)
- Aušrelė Žukienė (ARG, 7 matchs, 12 buts)
- Marina Bazanova (ALD, 5 matchs, 11 buts)
- Galina Tian (P, 7 matchs, 11 buts)
- Galina Onoprienko (DC, 7 matchs, 8 buts)
- Lioudmila Goudz (6 matchs, 7 buts)
- Vera Kholodnaïa (5 matchs, 4 buts)
- Svetlana Minevskaïa (1 matchs, 3 buts)
- Tamila Oleksiouk (4 matchs, 1 buts)
- Svetlana Bogdanova (GB, 7 matchs, 0 buts)
- Svetlana Rozintseva (ru) (GB, 7 matchs, 0 buts)

Sélectionneur
- Alexandre Tarassikov

### Vice-champion du monde: Yougoslavie
L'effectif de la Yougoslavie, vice-championne du monde, est, :
- Svetlana Kitić  (7 matchs, 42 buts)
- Dragana Pešić (7 matchs, 33 buts)
- Svetlana Mugoša (7 matchs, 26 buts)
- Olga Sekulić (7 matchs, 21 buts)
- Nataša Kolega (en) (7 matchs, 13 buts)
- Maja Bulatović (7 matchs, 12 buts)
- Stanica Gole (6 matchs, 9 buts)
- Stana Vuković (6 matchs, 5 buts)
- Tanja Polajner (7 matchs, 5 buts)
- Vesna Tomajek (6 matchs, 2 buts)
- Vesna Durković (1 matchs, 1 buts)
- Ljiljana Marković (1 matchs, 0 buts)
- Zagorka Baštovanović (1 matchs, 0 buts)
- Dragica Đurić (en) (GB, 6 matchs, 0 buts)
- Katica Lješković (GB, 5 matchs, 0 buts)
- Branka Jovanović (GB, 3 matchs, 0 buts)

Sélectionneurs
- Vatroslav Srhoj
- Milorad Milatović

### Troisième place: Allemagne (ex-RDA)
L'effectif de l'Allemagne (ex-RDA), médaillée de bronze, est, :
- Kerstin Nindel (de) (7 matchs, 38 buts)
- Josefine Grosse (de) (7 matchs, 26 buts)
- Katrin Mietzner (de) (7 matchs, 19 buts)
- Anja Krüger (de) (7 matchs, 18 buts)
- Carola Ciszewski (de) (7 matchs, 16 buts)
- Kerstin Mühlner (de) (7 matchs, 16 buts)
- Angela Werner (de) (7 matchs, 13 buts)
- Karen Heinrich (de) (7 matchs, 7 buts)
- Gabriele Palme (de) (4 matchs, 5 buts)
- Kathrin Lietz (de) (5 matchs, 4 buts)
- Marika Ahrens (de) (2 matchs, 1 buts)
- Sabine Quednau (de) (3 matchs, 1 buts)
- Manuela Kelm (de) (GB, 6 matchs, 0 buts)
- Andrea Stolletz (de) (GB, 7 matchs, 0 buts)
- Anett Kuhlke (de)[réf. à confirmer]
- Katrin Petzold (de)[réf. à confirmer]

Sélectionneurs
- Heinz Strauch (de)
- Lothar Doering (de)